# PLAYZONE'99 Goodbye & Hello
『PLAYZONE'99 Goodbye & Hello』（プレゾン・ナインティ・ナイン・グッバイ・アンド・ハロー）は1999年7月7日にジャニーズ・エンタテイメントからリリースされた少年隊10枚目のサウンドトラック。

## 概要
20th Centuryも参加。「DESTINY」「HEAVEN'GETE」「星空のparty」等は未収録のまま。

## 収録曲
1. Goodbye & Hello〜Prologue〜（Instrumental） - [1:10]
作曲：筒美京平　編曲：船山基紀
2. 情熱の一夜 - [4:45]
作詞：松井五郎　作曲・編曲：馬飼野康二
3. Fire burns（Instrumental） - [3:00]
作曲・編曲：HΛL
4. 君だけに - [3:33]
作詞：康珍化　作曲：筒美京平　編曲：HΛL
表記は無いがジャズバージョンである
5. Be a man - [4:49]
作詞：HΛL　作曲：浅田直　編曲：新川博
錦織一清/東山紀之
6. back to BACK - [4:14]
作詞：飯塚麻純、作曲：飯田建彦、編曲：HΛL
東山紀之 ソロ曲
7. Goodbye & Hello - [5:40]
作詞：康珍化　作曲：筒美京平　編曲：船山基紀
8. Pleasure Island - [3:43]
作詞：高須晶子　作曲・編曲：HΛL
錦織一清 ソロ曲
9. Sweet Delivery - [4:28]
作詞：高須晶子　作曲：千沢仁　編曲：石塚知生
少年隊/20th Century
10. Angel In My Arms - [5:34]
作詞：康珍化　作曲：糸山真　編曲：井上鑑
植草克秀 ソロ曲
11. Back to Paradise（Instrumental） - [4:07]
作曲・編曲：船山基紀
12. Goodbye & Hello〜Reprise〜 - [4:51]
作詞：康珍化　作曲：筒美京平　編曲：HΛL
少年隊/20th Century